# Gospatric
Gospatric (... – dopo il 1073) è stato un generale britannico fu Conte di Northumbria e di Bernicia, e più tardi detentore di vaste proprietà nella zona di Dunbar. Benché le sue origini familiari siano incerte, i suoi discendenti detennero la contea di Dunbar (poi conosciuta come Contea di March) nel sud-est della Scozia fino al 1435.

## Le origini misteriose
Delle origini di Gospatric, il cui nome in cumbrico significa servo di Patrizio, non si conosce molto. La sua data di nascita è ignota, e si sa è che era bis-nipote di Etelredo II d'Inghilterra: sua figlia, la principessa Ælfgifu, sposò infatti il conte di Northumbria Uchtred l'Ardito, da cui ebbe a sua volta una figlia, Ealdgyth, che sposò Maldred di Allerdale, fratello di Duncan I di Scozia. Dalla loro unione nacque, appunto, Gospatric.
Tale genealogia non è comunque universalmente accettata. Maldred avrebbe dovuto essere uno dei figli minori di Crinán di Dunkeld (morto in battaglia contro Macbeth nel 1045), ma la sua maternità da parte della legittima moglie di Crinán, Bethoc, figlia di Malcolm II di Scozia, è dubbia, e Maldred avrebbe potuto essere il frutto di un'altra unione o addirittura di un omonimo. Se però questa ipotesi fosse vera, i discendenti di Gospatric non avrebbero avuto motivo di competere nella Grande causa successiva alla morte di Margherita di Scozia per ottenere la corona; invece è noto che uno dei suoi discendenti, Patrick IV, conte di March (1242-10 ottobre 1308), prese parte alla disputa. Altri storici lo vogliono figlio di Uchtred l'Ardito, mentre altri lo credono il nipote nato dalla prima moglie ripudiata di Uchtred, tale Ecgfrida, che avrebbe avuto una figlia in seconde nozze con tale Kilvert e che venne chiamata Sigrida.
Quali che fossero i suoi natali Gospatric fu sempre una figura importante sia in Northumbria che nella Cumbria, il che attesta che in qualche modo era davvero legato alla famiglia di Uchtred. Nella Vita di Edoardo il Confessore commissionata da sua moglie Edith del Wessex vi sono riferimenti a un pellegrinaggio a Roma compiuto dal conte Tostig del Wessex, e secondo il racconto durante il viaggio vennero attaccati da un gruppo di briganti che finirono per avventarsi su un uomo chiamato Gospatric, poiché il lusso degli abiti e l'aspetto fisico suggerivano che fosse lui il vero conte, inganno riuscito perché Tostig si era mantenuto a una relativa distanza di sicurezza. Se il Gospatric in questione fosse stato davvero il futuro conte di Northumbria o un omonimo è incerto, ma l'accadimento pare suggerire che viaggiasse al seguito di Tostig più come ostaggio che come ospite.

## La dubbia fedeltà al sovrano
Nel 1066 Guglielmo il Conquistatore sconfisse Aroldo II d'Inghilterra prendendogli il regno, e poco dopo nominò conte di Bernicia tale Copsi (morto nel 1067), che era stato alleato di Tostig e che con lui era stato esiliato nel 1065, dopo che si erano rivoltati contro Aroldo. Il mandato di Copsi durò poche settimane: venne infatti ucciso da Osulf di Northumbria, uno dei nipoti di Uchtred l'Ardito, che prese il contado per sé. Ma nemmeno il suo governo fu durevole: meno di sei mesi dopo morì vittima di un attentato ad opera di banditi. A quel punto Gospatric sembrò un erede plausibile per il contado, date le sue probabili connessioni familiari con il defunto conte. Pare che allora offrisse al re una grande somma di denaro in cambio del contado di Bernicia, e Guglielmo, che stava disperatamente cercando di raccogliere denaro in tasse, accettò.
Nei primi mesi del 1068 una serie di rivolte interne, aggravate da tentativi di invasione esterna, posero Guglielmo di fronte a una serie di minacce concrete. Fra i promotori delle rivolte, oltre a Gospatric, si trovavano anche Edgardo Atheling insieme a Edwin, conte di Mercia (morto nel 1071), e suo fratello Morcar (morto dopo il 1087). La rivolta venne ben presto soppressa e il re privò i possidenti rivoltosi dei loro beni, donandoli invece ai propri cavalieri normanni, che si stavano riversando in Inghilterra dalla Normandia. Per Gospatric questo significò la perdita del contado a favore di Robert Comines (morto nel 1069 circa) e un nuovo esilio in Scozia.
L'autorità di Guglielmo si andò rafforzando, e a parte alcuni problemi con pochi nobili riottosi come Hereward il Fuorilegge e Eadric il selvaggio il suo potere si estese sopra tutta l'Inghilterra. Gospatric dal canto suo si unì alle armate invasori capitanate dai Danesi, dagli Scozzesi e dagli inglesi comandanti di nuovo da Edgardo Atheling nel corso dell'anno seguente. Benché sia lui che i suoi alleati venissero poi sconfitti dalle truppe del sovrano, fu comunque in grado di raggiungere dei termini di tregua con Guglielmo grazie alla proprietà che deteneva sul castello di Bamburgh, tanto che poté restare indisturbato nelle proprie terre fino al 1072.

## L'esilio finale e la morte
In quell'anno Guglielmo, stanco della sua fedeltà ondivaga, lo privò definitivamente delle contee di Bernicia e Northumbria donandole a Waltheof, conte di Northumbria, uno dei figli di Siward, conte di Northumbria. Gospatric riparò di nuovo in Scozia e da lì si diresse nelle Fiandre; quando tornò in Scozia gli vennero donate diverse proprietà nel Merse da suo cugino Malcolm III di Scozia. Il contado, che allora non aveva un vero e proprio nome, divenne con il tempo noto come "Dunbar".
Tuttavia, non molto tempo dopo l'investitura, Gospatric morì, lasciando i possedimenti che gli erano rimasti ai figli.

## Discendenza
Secondo il cronista Ruggero di Hoveden Gospatric lasciò almeno quattro figli, avuti da una moglie di cui non si conosce il nome:
- Uchtreda di Northumbria, che sposò Duncan II di Scozia;
- Gospatric II, conte di Lothian (morto nel 1138);
- Dolfin di Carlisle (Floruit 1092);
- Waltheof di Allerdale (morto dopo il 1125).

## Ascendenza
|                         |                      |                           | Genitori              |  |  | Nonni |  |  | Bisnonni |  |  | Trisnonni |  |
|                         |                      |                           |                       |  |  |       |  |  | …        |  |  | …         |  |
|                         |                      |                           |                       |  |  |       |  |  | …        |  |  | …         |  |
|                         |                      | …                         |                       |  |  |       |  |  | …        |  |  |           |  |
| Crinán di Dunkeld       |                      |                           |                       |  |  |       |  |  | …        |  |  |           |  |
|                         |                      | …                         | …                     |  |  |       |  |  |          |  |  |           |  |
|                         |                      | …                         | …                     |  |  |       |  |  |          |  |  |           |  |
|                         |                      | …                         | …                     |  |  |       |  |  |          |  |  |           |  |
| Maldred di Allerdale    |                      | …                         |                       |  |  |       |  |  |          |  |  |           |  |
|                         |                      | Malcolm II di Scozia      | Kenneth II di Scozia  |  |  |       |  |  |          |  |  |           |  |
|                         |                      | Malcolm II di Scozia      | Kenneth II di Scozia  |  |  |       |  |  |          |  |  |           |  |
|                         |                      | Malcolm II di Scozia      | …                     |  |  |       |  |  |          |  |  |           |  |
| Bethoc di Scozia        |                      | Malcolm II di Scozia      |                       |  |  |       |  |  |          |  |  |           |  |
|                         |                      | …                         | …                     |  |  |       |  |  |          |  |  |           |  |
|                         |                      | …                         | …                     |  |  |       |  |  |          |  |  |           |  |
|                         |                      | …                         | …                     |  |  |       |  |  |          |  |  |           |  |
| Gospatric               |                      | …                         |                       |  |  |       |  |  |          |  |  |           |  |
|                         | Waltheof di Bernicia | Osulf di Bernicia         |                       |  |  |       |  |  |          |  |  |           |  |
|                         | Waltheof di Bernicia | Osulf di Bernicia         |                       |  |  |       |  |  |          |  |  |           |  |
|                         | Waltheof di Bernicia | …                         |                       |  |  |       |  |  |          |  |  |           |  |
| Uchtred l'Ardito        | Waltheof di Bernicia |                           |                       |  |  |       |  |  |          |  |  |           |  |
|                         |                      | …                         | …                     |  |  |       |  |  |          |  |  |           |  |
|                         |                      | …                         | …                     |  |  |       |  |  |          |  |  |           |  |
|                         |                      | …                         | …                     |  |  |       |  |  |          |  |  |           |  |
| Ealdgyth di Northumbria |                      | …                         |                       |  |  |       |  |  |          |  |  |           |  |
|                         |                      | Etelredo II d'Inghilterra | Edgardo d'Inghilterra |  |  |       |  |  |          |  |  |           |  |
|                         |                      | Etelredo II d'Inghilterra | Edgardo d'Inghilterra |  |  |       |  |  |          |  |  |           |  |
|                         |                      | Etelredo II d'Inghilterra | Elfrida d'Inghilterra |  |  |       |  |  |          |  |  |           |  |
| Ælfgifu d'Inghilterra   |                      | Etelredo II d'Inghilterra |                       |  |  |       |  |  |          |  |  |           |  |
|                         |                      | Ælfgifu di York           | Thored                |  |  |       |  |  |          |  |  |           |  |
|                         |                      | Ælfgifu di York           | Thored                |  |  |       |  |  |          |  |  |           |  |
|                         |                      | Ælfgifu di York           | …                     |  |  |       |  |  |          |  |  |           |  |
|                         |                      | Ælfgifu di York           |                       |  |  |       |  |  |          |  |  |           |  |